# Шекспир, Хемнет
Хе́мнет Шекспи́р (англ. Hamnet Shakespeare, крещён 2 февраля 1585 — погребён 11 августа 1596) — единственный сын Уильяма Шекспира и Энн Хатауэй, близнец Джудит Куини. Умер в возрасте 11 лет.
Имеется несколько версий относительно связи Хемнета и пьесы «Гамлет», а также связи смерти Хемнета c сочинением «Короля Джона», «Ромео и Джульетты», «Юлия Цезаря», «Двенадцатой ночи». Подобные предположения начали появляться ещё в XVIII веке и были популярны вплоть до 1930-х годов, когда появились антибиографические течения, такие как модернизм и новая критика. Со снижением их популярности спекуляции вновь продолжились.

## Биография
О Хемнете мало что известно, хотя он был единственным наследником Шекспира. Хемнет с сестрой Джудит родились в Стратфорд-апон-Эйвоне и крещены 2 февраля 1585 года церкви Святой Троицы Ричардом Бартоном из Ковентри. В некоторых источниках утверждается, что это был день их рождения. Предполагается, что близнецов назвали в честь друзей родителей, Хемнета Сэдлера, пекаря, который засвидетельствовал волю Шекспира, и его жены Джудит.
Скорее всего, воспитанием Хемнета занималась в основном мать, вероятно, в доме деда Шекспира на Хенли-стрит. Жермен Грир считает маловероятным воспитание детей Шекспира там, помещая молодожёнов в коттедж или предполагая, что они некоторое время арендовали Нью-Плейс до того, как купили его.

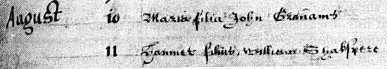
Запись о погребении Хемнета

К тому моменту Хемнету исполнилось четыре года, его отец был лондонским драматургом и мог подолгу отсутствовать в Стратфорде. Хоунан предполагает, что Хемнет мог окончить начальную школу перед смертью в одиннадцать лет (возможно, от бубонной чумы). Его похоронили в Стратфорд-апон-Эйвоне 11 августа 1596 года, но в некоторых источниках утверждается, что он умер 9 августа. В то время около трети детей умирало до достижения возраста десяти лет, поэтому смерть Хемнета не была неожиданной.

## Связь с Гамлетом и другими произведениями
- См. также Легенда о Гамлете

Оно [Горе] сейчас мне сына заменило,

Лежит в его постели и со мною

Повсюду ходит, говорит, как он,

И, нежные черты его приняв,

Одежд его заполнив пустоту,

Напоминает милый сердцу облик.
Grief fills the room up of my absent child,

Lies in his bed, walks up and down with me,

Puts on his pretty looks, repeats his words,

Remembers me of all his gracious parts,

Stuffs out his vacant garments with his form.
Учёные долго спорили насчёт того, как смерть сына повлияла на его творчество, и повлияла ли вовсе. В отличие от своего современника Бена Джонсона, который создал стихотворение на смерть сына, Шекспир не оставил подобных сочинений. К моменту смерти сына Шекспир писал, в основном, трагедии и продолжал создавать их ещё несколько лет спустя. Возможно, его трагедии получили глубину из-за смерти сына.
Попытки отыскать в произведениях Шекспира отсылки к событиям его жизни начались, как минимум, в период романтизма. Множество знаменитых писателей, учёных и критиков XVIII—XX веков задавались вопросами о связи смерти Хемнета и пьес его отца, включая Сэмюэла Кольриджа, Эдварда Даудена и Уилсона Доувера. В 1931 году Чарльз Джаспер Сиссон (англ. Charles Jasper Sisson) утверждал, что подобные интерпретации «зашли слишком далеко». В 1934 году исследователь творчества Шекспира Рэймонд Чемберс согласился с ним, сказав, что наиболее весёлые пьесы Шекспир создал после смерти сына, что делает подобные спекуляции сомнительными. С середины по конец XX века среди критиков стало непопулярно связывать события в жизни авторов с произведениями, однако с угасанием популярности нью-критицизма подобные теории стали появляться снова.
Несколько теорий о связи Хемнета и творчества Шекспира сосредоточены вокруг трагедии Гамлет. Распространена теория о том, что скорбь по умершему единственному сыну могла подстегнуть создание трагедии, однако до создания Гамлета после смерти сына прошло четыре—шесть лет, что делает её, скорее всего, ошибочной. Хотя имена «Гамлет» (англ. Hamlet) и «Хемнет» (Hamnet) считались взаимозаменяемыми, и в завещании Шекспира имя Хемнета Седлера записано как «Hamlett», имя Гамлет имеет другое происхождение. Имя принца Гамлета считается связанным с Амлетом (англ. Amleth) из произведения Vita Amlethi, старой скандинавской легенды, очень похожей на шекспировскую пьесу, Саксона Грамматика. Более современные исследователи утверждают, что имя Гамлета может быть скандинавского происхождения и быть выбрано, исходя из финансовых соображений, тоска по сыну могла лежать в сердце трагедии. Особенно интересна запись, созданная стратфордскими мажордомами, Джоном Тейлором (англ. John Taylor) и Джоном Шекспиром (англ. John Shakespeare), 24 января 1562 года — там говорится об уплате денег Сэдлером, и, среди прочих расходов, там упомянуты два шиллинга и шесть дайма от «эмблета» (англ. amblet) из его комнаты. Гамлету Сэдлеру едва было два года, поэтому это был не он; другие комнаты арендовали мать Маргарет, которая заведовала церковью, и лондонский учётчик, посещавший тогда город.
Споры о влиянии Хемнета на работы Шекспира не ограничиваются «Гамлетом». Ричард Уилер предложил теорию, согласно которой смерть сына повлияла на создание «Двенадцатой ночи», где главная героиня считает, что её брат-близнец умер. В конце она узнаёт, что брат жив и здоров. Уилер говорит также о том, что женщины, переодетые в мужчин в «Венецианском купце», «Как вам это понравится» и «Двенадцатой ночи» означают шекспировское стремление видеть сына в дочерях. Билл Брайсон утверждает, что речь Констанции из третьего акта «Короля Иоанна» (написанного в середине 1590-х годов) была вдохновлена смертью сына автора. В своей речи она скорбит по сыну. С другой стороны, возможно, что к моменту написания её слов Хемнет ещё был жив. Вокруг многих других пьес также строили теории относительно того, как на их написание могла повлиять гибель Хемнета. В частности, среди них — имеет ли к смерти сына отношение сцена из «Юлия Цезаря», в которой Цезарь усыновляет Марка Антония, чтобы заменить им своего погибшего сына; является ли «Ромео и Джульетта» трагическим отражением боли драматурга; не обусловлена ли событиями из жизни вина Алонсо за смерть сына из «Бури». 37-й сонет также мог быть написан в ответ на смерть Хемнета:

Как радует отца на склоне дней //
Наследников отвага молодая, //
Так правдою и славою твоей //
Любуюсь я, бесславно увядая.
Оригинальный текст (англ.)As a decrepit father takes delight //
To see his active child do deeds of youth, //
So I, made lame by Fortune's dearest spite, //
Take all my comfort of thy worth and truth;
— 37-й сонет, перевод Самуила Маршака
Тем не менее, даже если это аллюзия на Хемнета, то она туманна. Печаль может отдаваться в строках одного из самых болезненных отрывков Шекспира, концовки «Короля Лира», когда сверженный король узнаёт о том, что его дочь мертва:

Нет жизни, нет, нет, нет! Зачем тогда //
Живут собака, лошадь, даже крыса, //
А ты мертва? Навек. Навек. Навек. //
Оригинальный текст (англ.)No, no, no life!
Why should a dog, a horse, a rat, have life, //
And thou no breath at all? Thou’lt come no more, //
Never, never, never, never, never!
— Король Лир, перевод Александра Флори

## В культуре
Книга ирландской писательницы Мэгги О’Фаррелл «Хамнет», вышедшая в 2020 году, представляет собой вымышленный рассказ о жизни Хамнета. В апреле 2023 года стало известно, что Хлоя Чжао станет режиссёром экранизации этого романа.
Хамнет Шекспир — персонаж комедийного сериала BBC «Уильям наш, Шекспир» о жизни Уильяма Шекспира в Лондоне и Стратфорд-апон-Эйвоне. Смерть Хамнета происходит в финальном эпизоде третьей серии.